# Metropolitana di Quito
La metropolitana di Quito è una metropolitana a Quito, capitale dell'Ecuador. La costruzione è iniziata nel gennaio del 2013; la metropolitana è stata inaugurata il 21 dicembre 2022 e aperta al pubblico il 2 maggio 2023.
Inizialmente conta una sola linea con 15 stazioni che percorrono la città da Quitumbe (sud della città) fino a El Labrador, ingresso sud dell'attuale Parco Bicentenario (nord della città).
Sono previste inoltre altre 3 linee: una verso nord della città il cui tragitto dal El Labrador fino a Ofelia percorrerà la Av. de la Prensa; un'altra che presterà servizio da nord-est percorrendo da El Labrador la Av. 10 agosto verso Carcelén; infine una verso sud-est da El Recreo verso Quitumbe, all'estremo sud della città.
Il 16 luglio del 2014 l'amministrazione comunale di Quito annuncia l'approvazione degli studi del progetto. La metropolitana di Quito è progettata in modo da divenire il mezzo di trasporto principale del Sistema Integrato di trasporto di Quito, costituito dalla metro, il Metrobus-Q e la rete di autobus.

## Storia

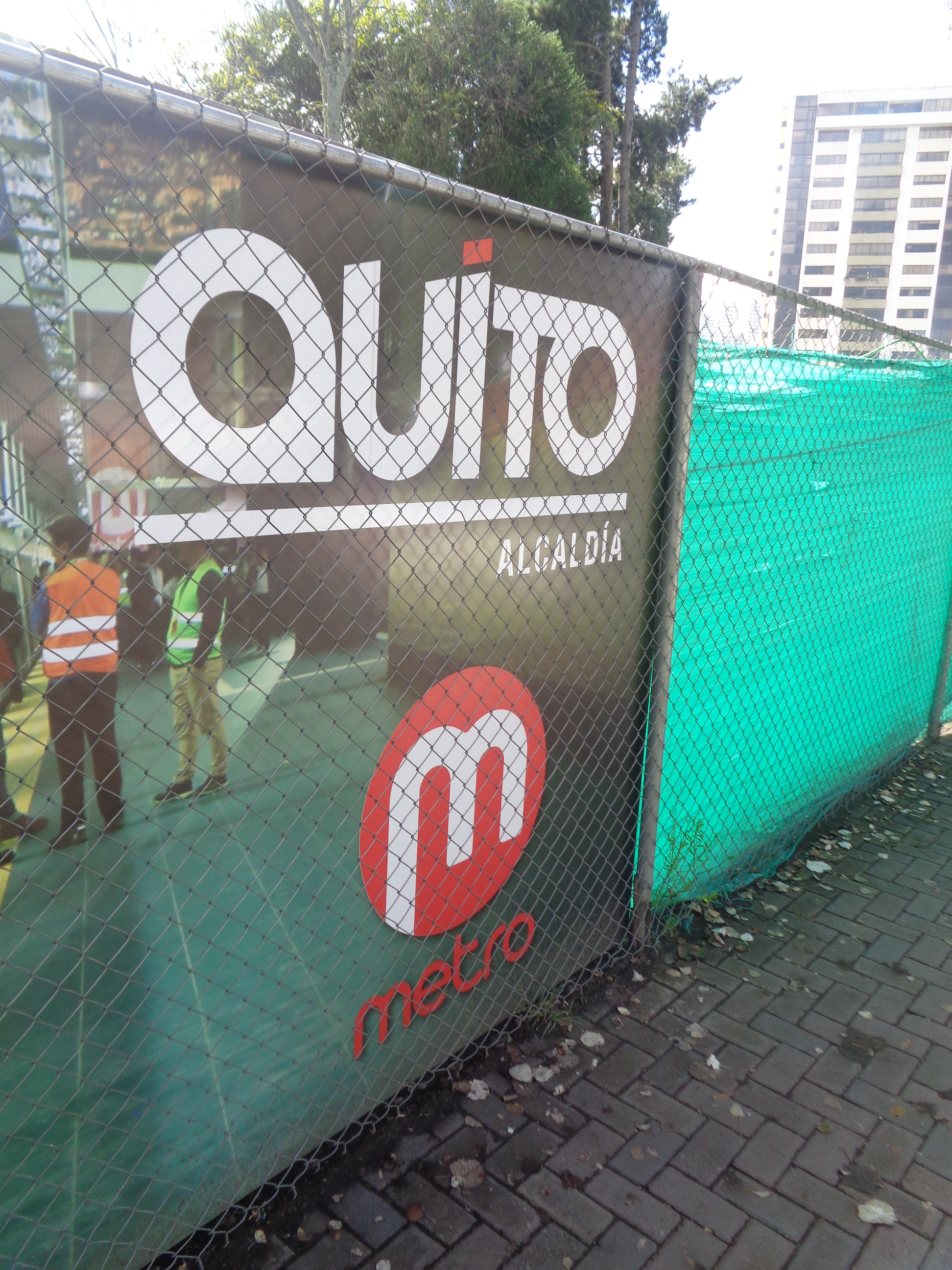
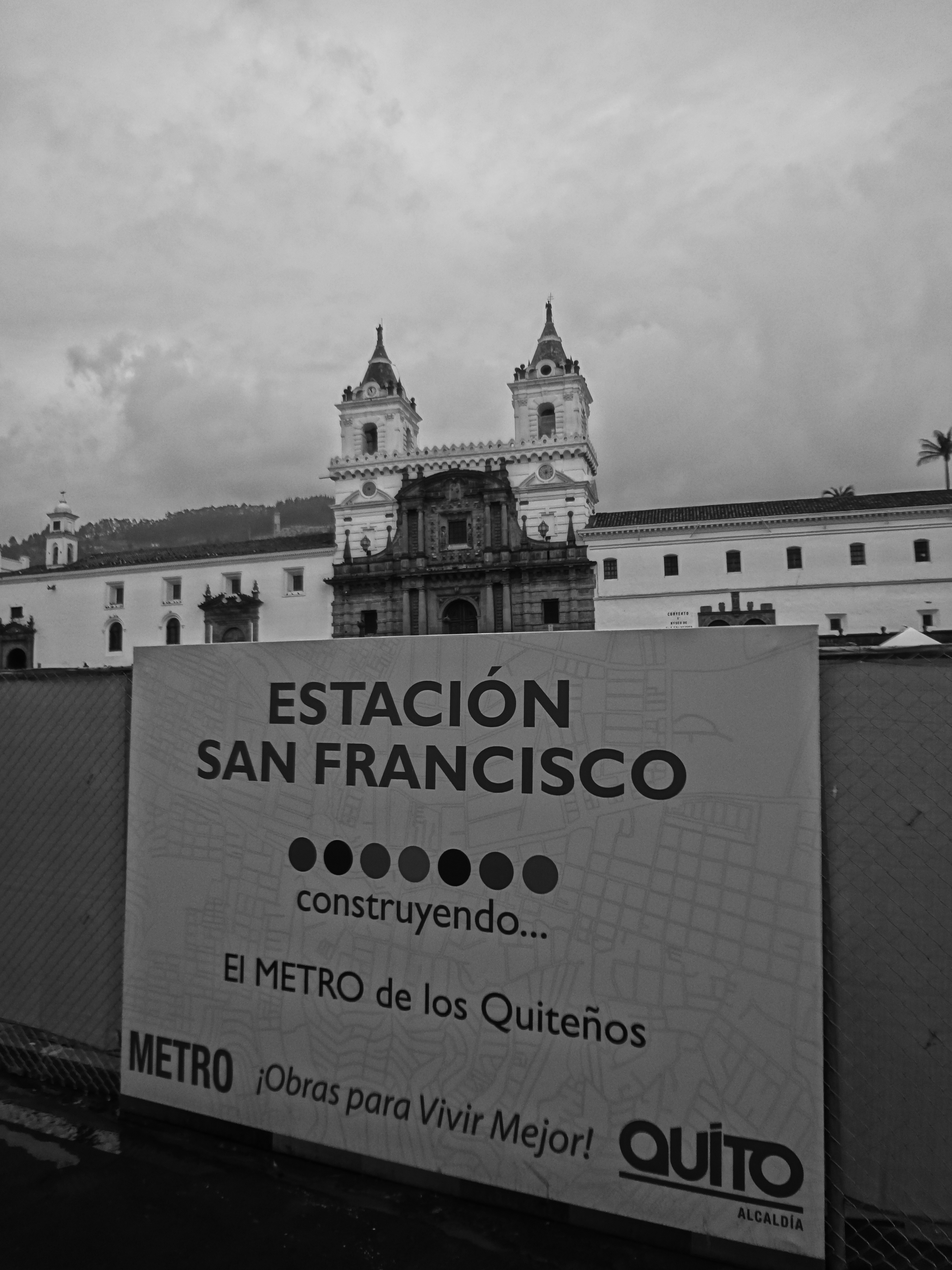
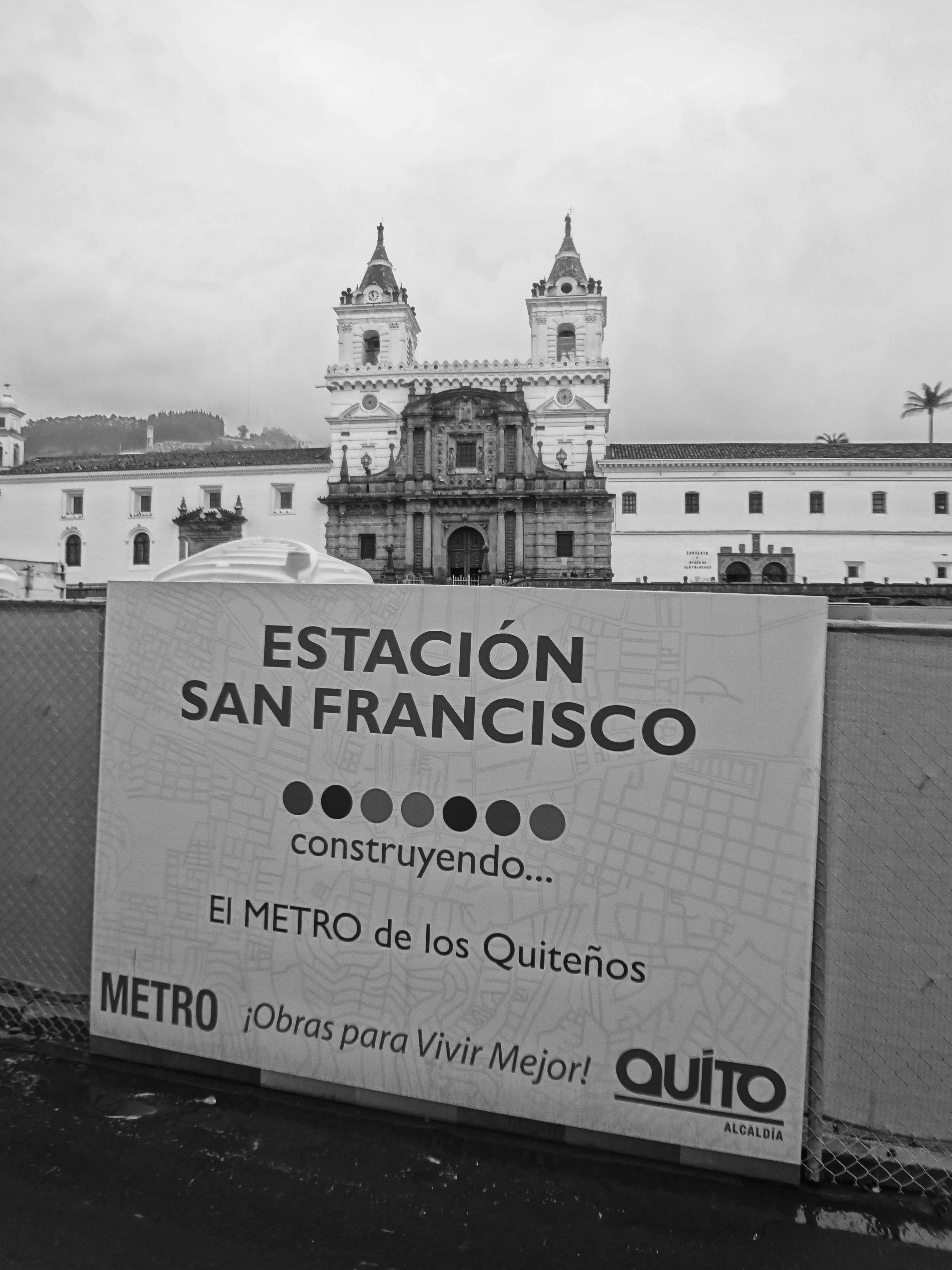
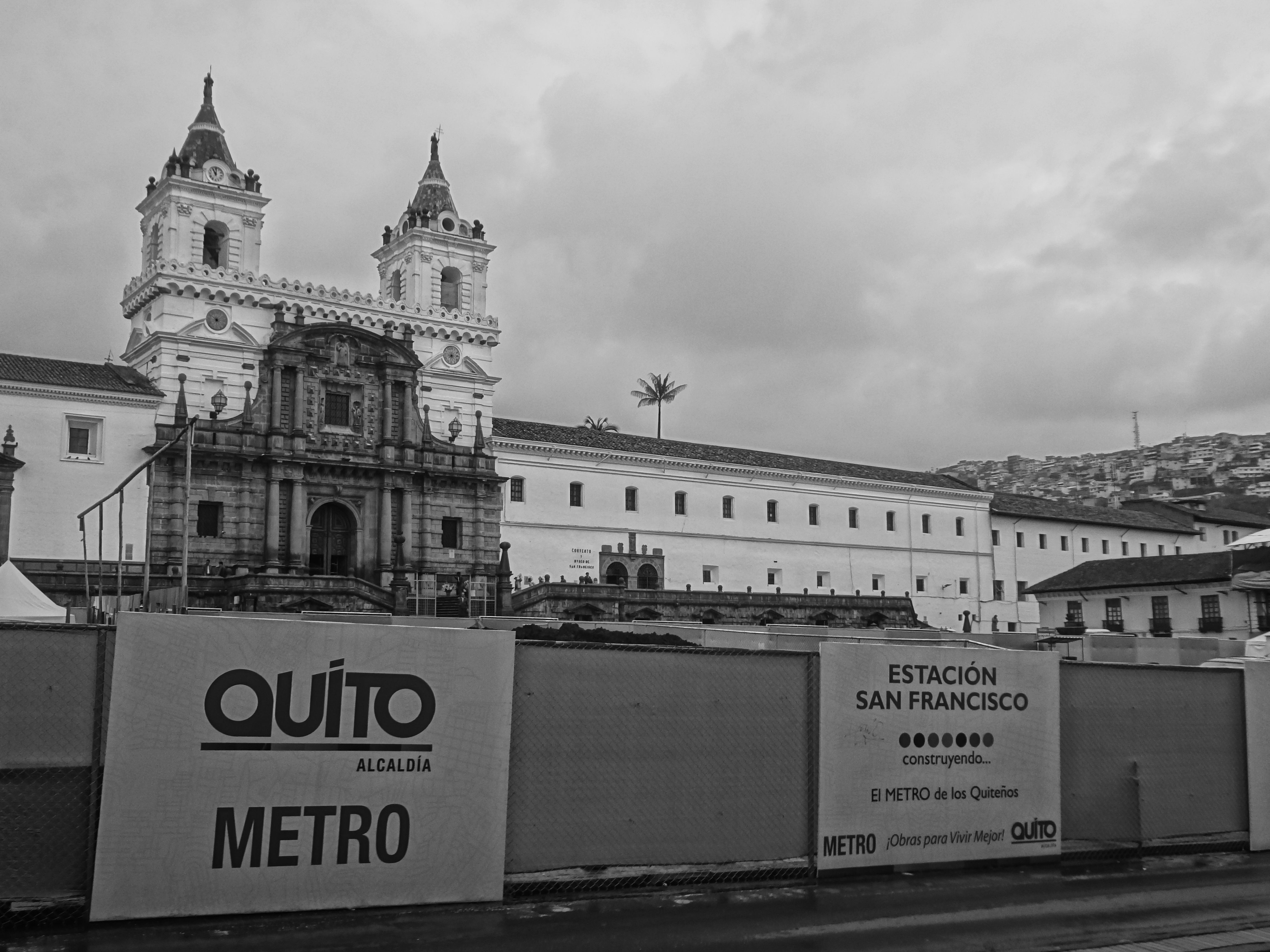
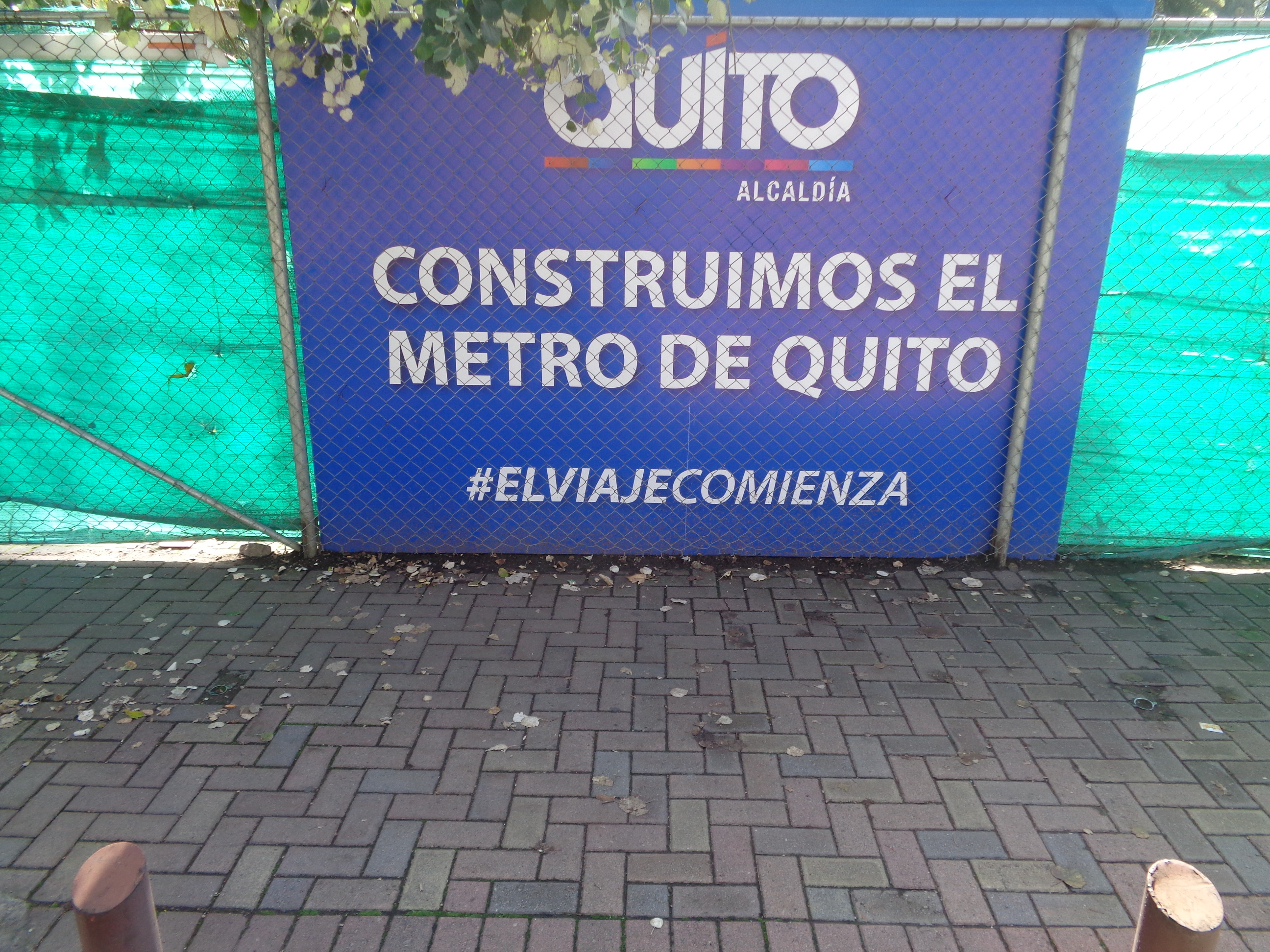
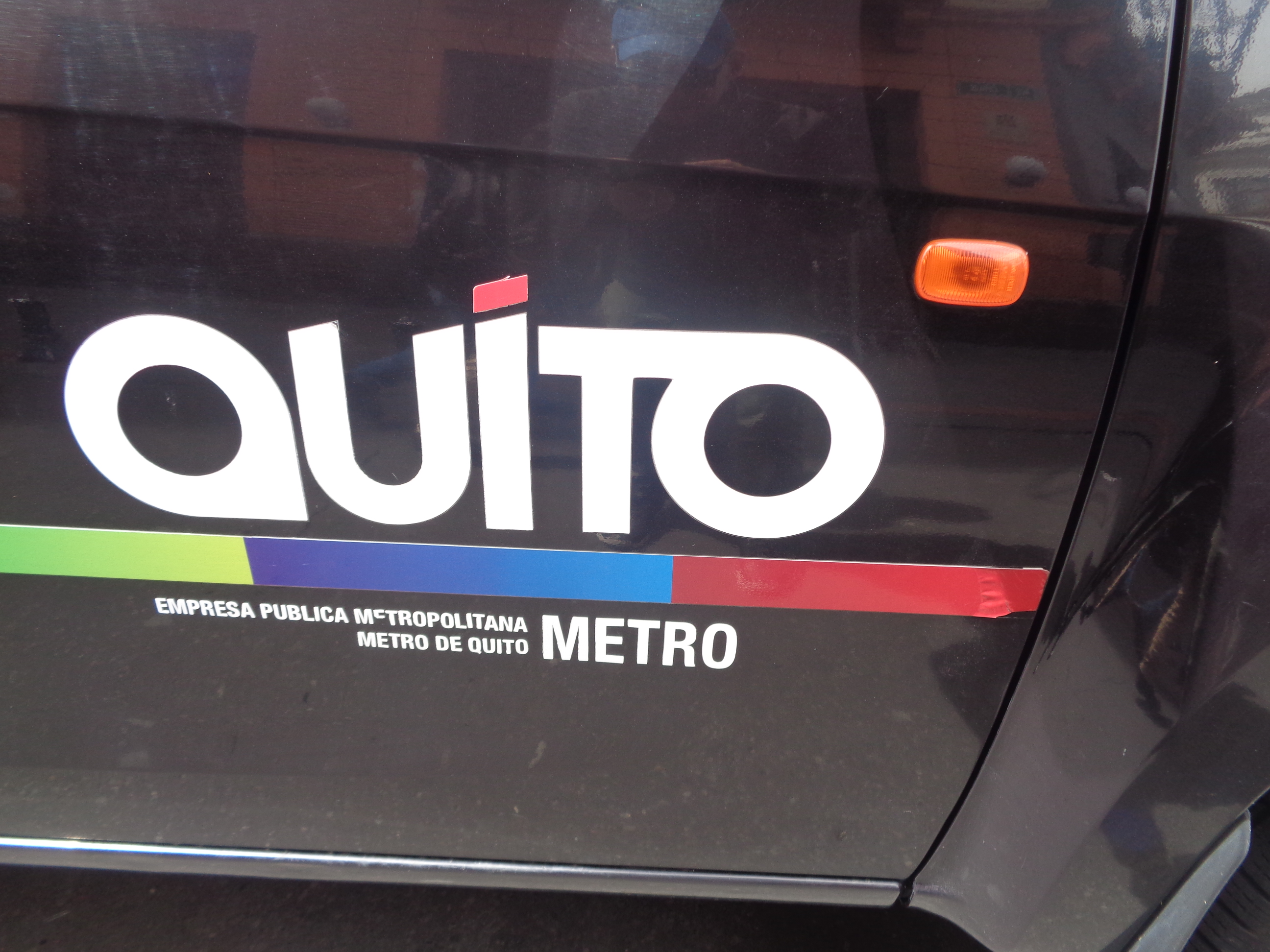

### Le prime ipotesi
La difficile morfologia della città e l'aumento esponenziale del traffico a partire dagli anni 80 ha portato l'amministrazione della città a tenere in considerazione la costruzione di un nuovo metodo di trasporto di massa in modo da ridurre il traffico veicolare cittadino che si apprestava approssimativamente intorno ai 450 000 automezzi.
Durante le elezioni generali del 2009 il tema dei trasporti fu un punto fondamentale della campagna elettorale dei futuri sindaci della città. Augusto Barrera, candidato Sindaco per Alianza PAIS, propose la costruzione di una metropolitana, scartando la proposta del TRAQ - Tren Rápido de Quito (Treno Rapido di Quito) voluto fortemente dal suo predecessore Paco Moncayo.

### Progetto esecutivo
Con l'insediamento di Barrera, il progetto del TRAQ fu scartato completamente ed iniziarono gli studi per la realizzazione di una metropolitana cittadina.
Un accordo tra l'Amministrazione comunale di Quito e la Comunità Autonoma di Madrid fece in modo che l'impresa Metro de Madrid iniziasse nel 2010 gli studi di fattibilità della Metro. Questi studi diedero parere favorevole e si concluse che il percorso della Linea 1 avrebbe dovuto essere tra Quitumbe ed El Labrador, la cui costruzione è iniziata nel 2013.
Fu inaugurata il 21 dicembre 2022 e aperta al pubblico il 2 maggio 2023. 

## Finanziamento
Il costo della metropolitana sarà di 1.499,5 milioni di dollari e sarà finanziato per metà dalla municipalità di Quito e l'altra metà dal Governo ecuadoriano.
Per la parte che deve finanziare il municipio di Quito, verranno chiesti finanziamenti o investimenti al Banco del Estado Ecuatoriano - BEDE (Banca centrale dell'Ecuador) e al Banco del Instituto Ecuatoriano de Seguridad Social - BIESS (Banco dell'istituto Ecuadoriano di previdenza sociale) attingendo inoltre dai fondi per l'operazione del nuovo Aeroporto Internazionale di Quito, al bilancio del Distretto Metropolitano di Quito e agli investiori del comune.
| Fonti del Finanziamento del Metro-Q Municipio di Quito | Fonti del Finanziamento del Metro-Q Municipio di Quito |
| Ente                                                   | Somma                                                  |
| ------------------------------------------------------ | ------------------------------------------------------ |
| Bilancio del DMQ                                       | 123                                                    |
| Investitori                                            | 192,8                                                  |
| Operazioni dell'Aeroporto Mariscal Sucre               | 80                                                     |
| Credito del BEDE                                       | 200                                                    |
| Investimento del BIESS                                 | 153,7 (in studio)                                      |